# Umbonella
Umbonella là một chi ốc biển, là động vật thân mềm chân bụng sống ở biển trong họ Trochidae, họ ốc đụn.

## Các loài
Các loài trong chi Umbonella gồm có:
- Umbonella sismondae (Issel, 1869)[2]